# Janssenmedaljen

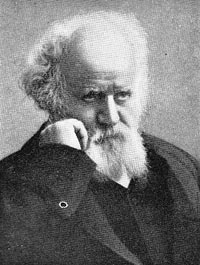
Jules Janssen, som instiftade medaljen.

Janssenmedaljen (franska: Médaille Janssen) började delas ut 1887 och var en utmärkelse (i form av en guldmedalj) inom astrofysik från Académie des sciences. Den har senare uppgått i Grande Médaille.

## Pristagare
- 1887: Gustav Kirchhoff (postumt)
- 1888: William Huggins
- 1889: Norman Lockyer
- 1890: Charles Augustus Young
- 1891: Georges Rayet
- 1892: Pietro Tacchini
- 1893: Samuel Pierpont Langley
- 1894: George Ellery Hale
- 1896: Henri Deslandres
- 1898: Aristarkh Belopolsky
- 1900: Edward Emerson Barnard
- 1902: Aymar de la Baume Pluvinel
- 1904: Aleksej Pavlovitj Hansky
- 1905: Gaston Millochau (silvermedalj)
- 1906: Annibale Ricco
- 1908: Pierre Puiseux
- 1910: William Wallace Campbell
- 1912: Alfred Perot
- 1914: René Jarry-Desloges
- 1916: Charles Fabry, Henri Buisson (silvermedalj) och Henry Bourget (silvermedalj)
- 1918: Stanislas Chevalier
- 1920: William Coblentz
- 1922: Carl Størmer
- 1924: George Willis Ritchey
- 1926: Francisco Miranda da Costa Lobo
- 1928: William Hammond Wright
- 1930: Bernard Ferdinand Lyot
- 1932: Alexandre Dauvillier
- 1934: Walter Sydney Adams
- 1936: Henry Norris Russell
- 1938: Bertil Lindblad
- 1940: Harlow Shapley
- 1943: Lucien Henri d'Azambuja
- 1944: Jean Rösch
- 1946: Jan Hendrik Oort
- 1949: Daniel Chalonge
- 1952: André Couder
- 1955: Otto Struve
- 1956: Victor Ambartsumian
- 1958: André Lallemand
- 1961: Pol Swings
- 1964: Jean-François Denisse
- 1967: Bengt Strömgren
- 1970: Gérard Wlérick
- 1973: Lucienne Devan
- 1976: Paul Ledoux
- 1979: Jean Delhaye
- 1982: Georges Michaud
- 1985: Pierre Lacroute
- 1988: Lodewijk Woltjer
- 1990: Pierre Charvin
- 1992: Hendrik C. van de Hulst
- 1994: Serge Koutchmy
- 1999: Jean-Marie Mariotti
- 2003: Gilbert Vedrenne
- 2007: Bernard Fort
- 2011: Francois Mignard